# Luísa Fialho
Luísa Leopoldina Fialho (São Julião da Barra, 15 de fevereiro de 1839 — Lisboa, 7 de novembro de 1891) foi uma célebre atriz de teatro portuguesa do século XIX.

## Biografia
Luísa Fialho nasceu na Torre de São Julião da Barra, onde o pai estava destacado, a 15 de fevereiro de 1839. Era filha de Luís Cordeiro Fialho, militar e de sua mulher, Josefa Joaquina Pereira. No seu assento de baptismo, consta uma observação do pároco: "Esta foi a actriz Luiza Fialho, que floresceu por 1860 e tantos, fallecida em Lisboa por 1890 e tantos." Teve quatro irmãos: Joaquim, Manuel, José e Maria Luísa, tendo os dois últimos breves carreiras no teatro.

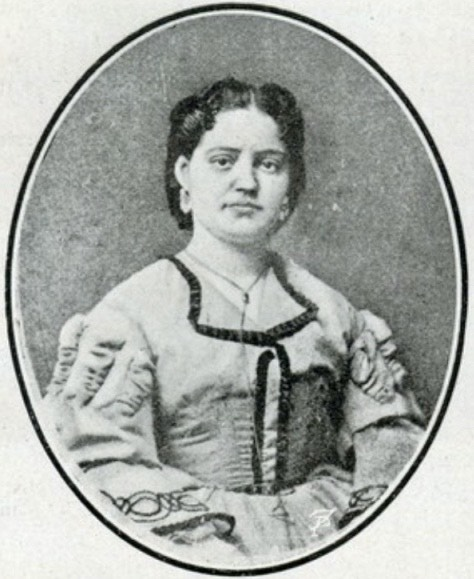
Luísa Fialho ainda jovem (Hemeroteca Municipal de Lisboa).

Representou pela primeira vez numa sociedade particular, num teatrinho que havia existido ao lado antigo Teatro do Salitre, em 1851. Ainda não completara 13 anos e já conquistara imensos aplausos nas peças Empresta-me dois pintos?, Maria ou vinte anos depois e Um rapto aéreo. Estreou-se profissionalmente aos 14 anos, no Teatro da Rua dos Condes, a 21 de dezembro de 1853, na peça ornada de música Cosimo, ao lado do ator José Simões Nunes Borges. Foi recebida com imenso agrado e dentro de pouco tempo era a figura mais proeminente da companhia, fazendo com extraordinário êxito os principais papéis de Ramalheteira, Graça de Deus, Operários, Filha bem guardada, Perdão de ato, etc. De 1856 a 1858 esteve contratada e representando com o mesmo agrado no Teatro D. Fernando, onde fez, entre outras, as seguintes peças, em que foi imensamente aplaudida: Palavra de Rei, ópera cómica de César de Lacerda, Ceia em Carriche, de Afonso de Lima e várias peças da autoria de Joaquim Augusto de Oliveira, como Revista de 1856, Mateus o gageiro, Cecília de castigo, Quem o alheio veste e Glória e amor.
Em 1858 voltou para a Rua dos Condes e teve aí então a sua grande nomeada, a sua verdadeira época de glória. A sua reaparição foi uma das maiores noites de festa naquele velho templo, juncando-se o palco de flores e ecos de "bravos" em toda a sala. É interminável a lista do seu repertório nessa época, em que tinha noites de representar sete atos e, por vezes, ainda nos intervalos cantava uma ária ou fazia uma cena cómica. Da lista de peças em que participou, destacam-se Príncipe Verde, Romã encantada, Leilão do Diabo, Torre suspensa, Três inimigos de alma, Salamandra, Corça Branca, Sapateiro industrioso, Sessenta e seis, Luiza e Augusto, Serenos, Luizinha a leiteira, Descasca milho, Mártires da Polónia, Rainha das Flores, Intrigas no bairro, Novas intrigas, João e Helena, Criada impagável, Amor e loucura, Amor aos bofetões, Namorado exemplar, Guardas do Rei de Sião, Noiva de pau, Encantos de Medeia, Coronel no reinado de Luís XV, Amor a quanto obriga, Amor e o Código, Nogueira da avózinha, Castelã, Dois Irmãos, O que é Lisboa, Estrela do Norte, Conjuração feminina, Martírios de um empresário, Marina e Postilhão da Rioja. Em 1866, contratada por Pinto Bastos, passou para o Teatro das Variedades Dramáticas, fazendo aí A pêra de Satanás e A pomba dos ovos de ouro, mágicas de Eduardo Garrido, O espelho da verdade, de Garrido e Manuel Roussado e Os dois Cádis, de José Romano, entre outras. Seguiu depois o seu empresário para o Teatro do Príncipe Real, criando, entre outros papéis, o de "Wanda" em A Grã-Duquesa de Gerolstein.
Em 1868 foi representar ao Porto, no Teatro São João e no Palácio de Cristal, igualando-se as ovações que recebia em Lisboa.

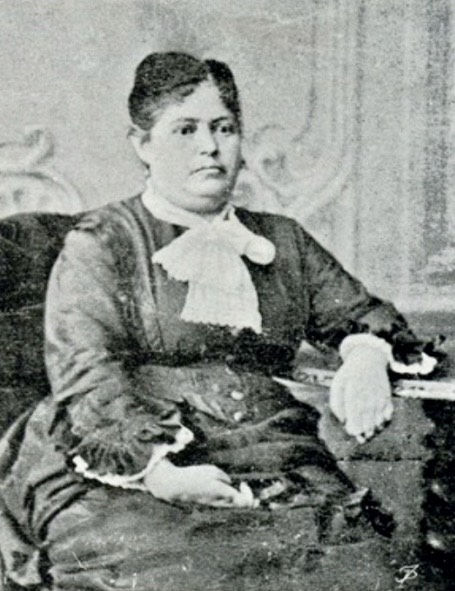
Luísa Fialho nos últimos anos de vida (Hemeroteca Municipal de Lisboa).

Em 1870, voltou com Pinto Bastos para a Rua dos Condes, onde fez as óperas cómicas O Fagulha, de Sá Noronha e Loucuras de rapaz, de Freitas Gazul. Voltou ainda ao Príncipe Real a representar a ópera burlesca A ponte dos suspiros, de Offenbach e a ópera cómica A pele de burro, de Garrido e Oliveira. Sentindo-se já doente, foi a conselho de médicos fazer uma digressão às Províncias, de onde voltou para a Rua dos Condes, onde fez a mágica Cebola misteriosa e as operetas Noite de Núpcias e Cenas de Coimbra. Em 1872, achando-se uma noite em cena, foi acometida por uma pequeno ataque de paralisia. Melhorou um pouco e, no Carnaval de 1873, ainda representou a opereta João e Helena na Rua dos Condes, no Circo Price e no Teatro D. Augusto, em Alcântara. Foi a última vez que representou, porque repetiu-se um severo ataque de paralisia, de tal forma, que nunca mais pôde levantar os braços.
A partir desta data, viveu extremamente pobre, sofrendo com a maior resignação os hororres da terrível doença e as privações da miséria. António de Sousa Bastos, que escreveu a biografia da atriz, refere o seguinte: "Foi um talento brilhante, uma trabalhadora infatigável, uma verdadeira martyr, cuja memoria jamais se deve apagar dos faustos do theatro portuguez. D'ella se poderia dizer que foi santa, virgem e martyr. Santa, no seu proceder amabilíssimo para com todos e no cumprimentos dos seus deveres; virgem, no exemplo da honestidade que deixou no theatro, atravessando-o duranto muitos annos, sem que a tocasse a mais leve suspeita; martyr, porque, sendo ella o amparo e o ganha-pão da família, viveu durante vinte annos atormentada por não poder accudir às necessidades da casa, porque a accomettera a terrivel paralysia que a matou." No entanto, a atriz não foi esquecida, quer pelo público, quer pelos colegas de profissão, sendo promovidos benefícios de peças que lhe proporcionaram recursos, que a própria aceitava com reconhecimento e extrema gratidão, pois que lhe eram como testemunhos do que valeu na arte e na estima dos que a rodeavam.
Luísa Fialho acabou por falecer na sua modesta residência, o primeiro andar esquerdo do número 47 da Rua do Cardal, freguesia de São José, em Lisboa, a 7 de novembro de 1891, aos 52 anos de idade. O periódico Diário Illustrado, publicou uma nota de pesar: "Deixou de existir, depois de um longo soffrimento a actriz Luiza Fialho. Foi uma actriz que fez epoca no seu tempo e que ha perto de 20 annos se achava retirada da scena por motivo de doença. (...) Entrou para o theatro em 1851, representando com sucesso diversas comedias entre as quaes as seguintes: Graça de Deus, Ramalheteira, Operarios, Perdão d'acto, Filha bem guardada, etc." A atriz foi sepultada em jazigo, no Cemitério do Alto de São João.